# ジーンフロンティア
ジーンフロンティア (Genefrontier) とは、投資育成ベンチャーのITXと臨床検査のBML、情報システム構築のインフォコムの3社で立ち上げたバイオベンチャーで、2003年2月14日に設立。2010年10月13日、カネカの関連子会社となった。本社は千葉県柏市にある。
いくつかの柱となるテーマを持つことで、従来のバイオベンチャーとは異なる発展を遂げようとしている。

## テーマ
- 動物を使用しないモノクローナル抗体作製サービス
- 上記技術を利用した研究開発
- その他

## 抗体作製
ドイツのMorphoSys社が開発をしたファージディスプレイの抗体ライブラリを使用した、モノクローナル抗体作製サービス。150億種類の抗体から成るライブラリからアフィニティ選択で目的の特異性を持った抗体をスクリーニングするため、狙った抗体を作製することが可能で、動物を使わないことも大きな特徴。ヒト抗体のライブラリであるためヒト化操作が不要で、抗体医薬での活用が期待される。